# Greta Söderberg
Greta Cecilia Söderberg, född Thelander den 4 december 1897 i Stockholm, död där den 2 mars 1977, var en svensk operettsångare och skådespelare. 

## Biografi
Söderberg studerade sång för John Örtengren, Tullio Voghera och Nils Svanfeldt, talteknik för Albion Örtengren och dans för Elisabeth Hjortberg. Hon scendebuterade 1919 som Valeska i Pst-Pst på Alhambra i Stockholm och var engagerad där en säsong, varefter hon flyttade till Stora Teatern, Göteborg, där hon blev kvar till 1928. Åter i Stockholm, hade hon engagemang vid Vasateatern 1929–1931 och vid Oscarsteatern 1932–1934. Hon turnerade med Riksteatern och i folkparkerna.
Hon gifte sig 1921 med kapellmästaren Nils Söderberg.

## Teater

### Roller (ej komplett)
| År   | Roll                           | Produktion                                                                           | Regi              | Teater                  |
| ---- | ------------------------------ | ------------------------------------------------------------------------------------ | ----------------- | ----------------------- |
| 1920 | Daisy                          | Dollarprinsessan Leo Fall, A. M. Willner och Fritz Grünbaum                          |                   | Stora Teatern           |
| 1929 | Maica                          | Jag bedrar dig blott av kärlek Ralph Rudin och Robert Blum                           | Gustaf Bergman    | Vasateatern             |
| 1929 | Wanda                          | Rose Marie Rudolf Friml, Herbert Stothart, Otto Harbach och Oscar Hammerstein        | Gustaf Bergman    | Vasateatern             |
| 1930 | Zinotschka                     | Hotell Stadt Lemberg Jean Gilbert och Ernst Neubach                                  | Adolf Niska       | Vasateatern             |
| 1930 | Bichette                       | Kejsarinnan Maria Theresia Leo Fall, Julius Brammer, Alfred Grünwald                 | Oskar Textorius   | Vasateatern             |
| 1930 | Lady Agatha Lancaster          | Mr Cinders Vivian Ellis, Richard Myers, Clifford Grey och Greatrex Newman            | Adolf Niska       | Vasateatern             |
| 1930 |                                | Orloff Bruno Granichstaedten och Ernst Marischka                                     | Naima Wifstrand   | Vasateatern             |
| 1930 | Eva                            | Norrtullsligan Einar Fröberg                                                         | Einar Fröberg     | Teatern vid Sveavägen   |
| 1930 | Patricia "Patsy" Harrington    | Patsy Barry Conners                                                                  | Nils Johannisson  | Mindre teatern          |
| 1931 | O'Lia San                      | Viktorias husar Paul Abraham, Emmerich Földes, Alfred Grünwald och Fritz Löhner-Beda | Oskar Textorius   | Odeonteatern, Stockholm |
| 1932 | Jane Banbury                   | Fallna änglar Noël Coward                                                            | Sture Baude       | Blancheteatern          |
| 1932 | Susanne                        | Ökensången Oscar Hammerstein, Otto Harbach, Frank Mandel och Sigmund Romberg         | Nils Johannisson  | Oscarsteatern           |
| 1933 | Manon, kardinalens brorsdotter | De tre musketörerna Rudolf Schantzer, Ernst Welisch och Ralph Benatzky               | Nils Johannisson  | Oscarsteatern           |
| 1933 |                                | Lycka på resan! Max Bertusch, Kurt Schwabach och Eduard Künneke                      | Nils Johannisson  | Oscarsteatern           |
| 1933 | Prinsessan Mi Chong            | Leendets land Franz Lehár                                                            | Gösta Ekman       | Oscarsteatern           |
| 1933 |                                | Nymånen Oscar Hammerstein, Laurence Schwab, Frank Mandel och Sigmund Romberg         | Harry Stangenberg | Oscarsteatern           |
| 1934 | Bella Giretti                  | Paganini Franz Lehár, Paul Kneppler och Beda Jenbach                                 | Harry Stangenberg | Oscarsteatern           |
| 1934 |                                | Djävulsryttaren Rudolf Schanzer, Ernst Welisch och Emmerich Kálmán                   | Nils Johannisson  | Oscarsteatern           |
| 1935 | Första barnjungfrun            | Innanför grindarna Sean O'Casey                                                      | Per Lindberg      | Vasateatern             |
| 1938 | Bondens hustru                 | Lille Purtzels flygfärd Edit Heinrich                                                | Martha Lundholm   | Vasateatern             |

## Filmografi
- 1930 – Ulla, min Ulla

## Rollfoton

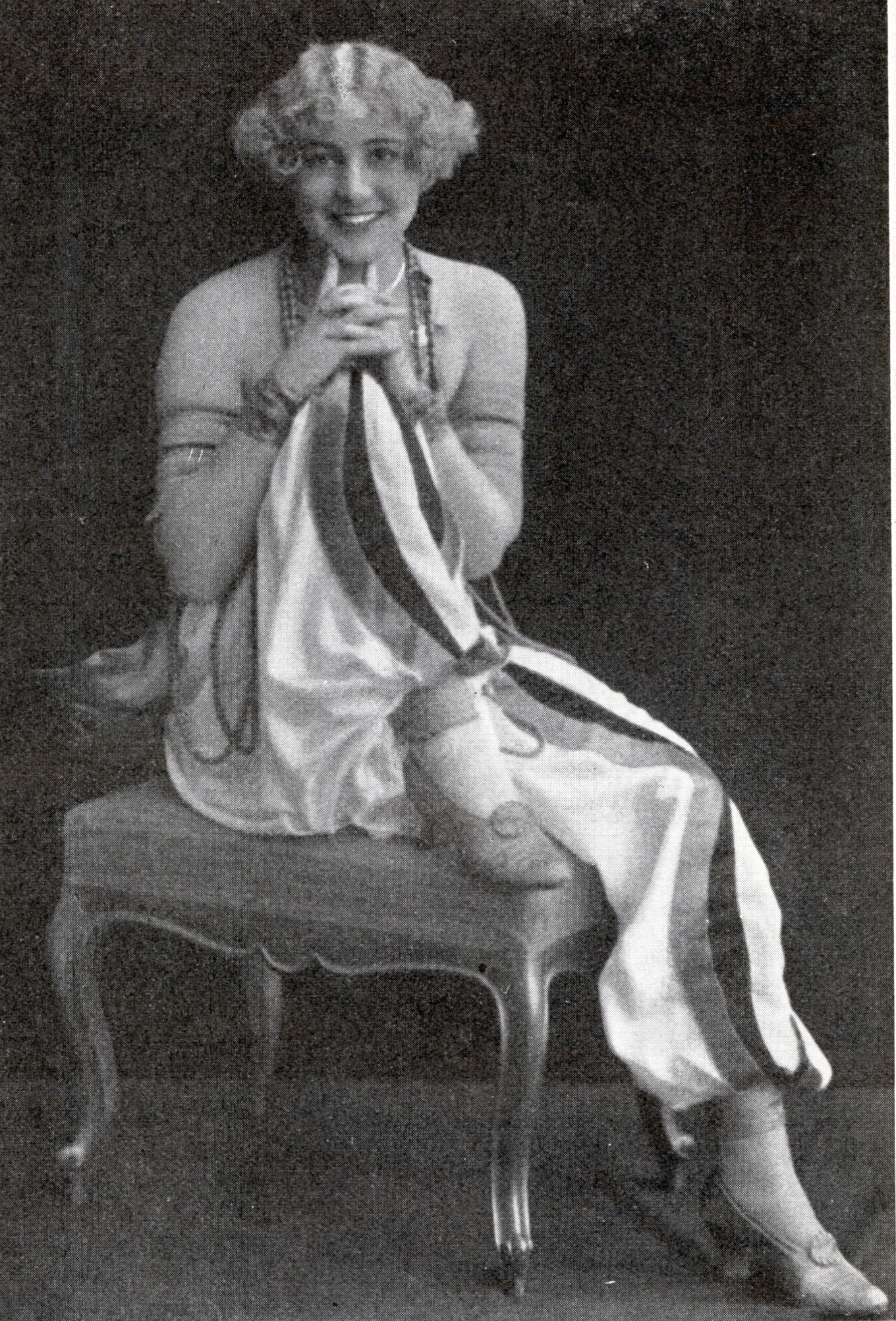
I Tusen och en natt på Stora Teatern, Göteborg. Foto i Scenen 1927
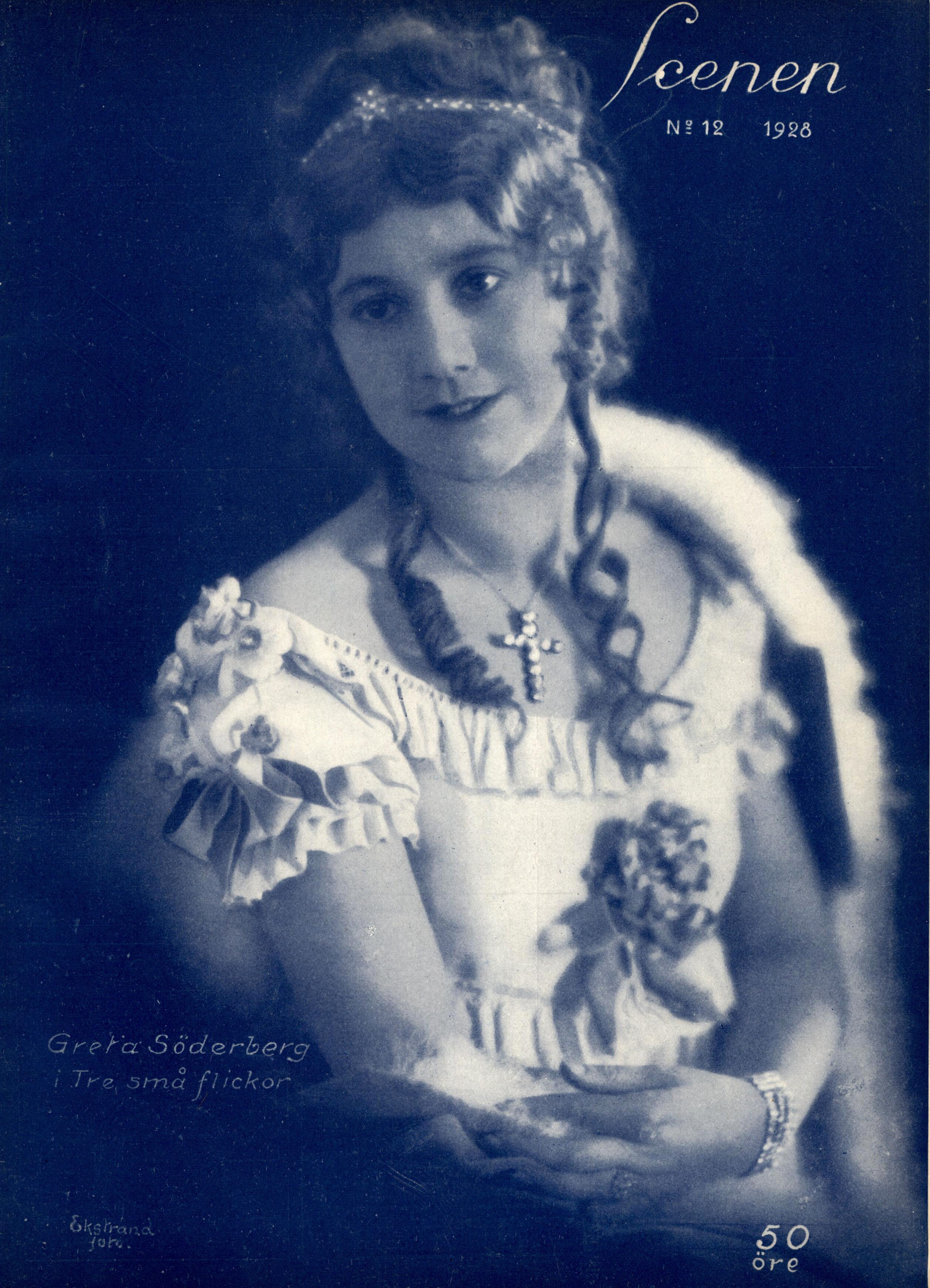
Som Beate i vaudevillen Tre små flickor på Djurgårdsteatern. Foto på omslaget till Scenen 1928.